# Rechetre
Rechetre is een koningin van de 4e dynastie en de vroege 5e dynastie van Egypte. Ze is de dochter van farao Chafra of Chephren. Haar man werd nooit genoemd in teksten, maar ze zou waarschijnlijk de vrouw zijn van Chafra's opvolgers vermoedeilijk Menkaoera

## Titels
De titels van Rechetre zijn:
- Koningsdochter
- Zij die Horus en Seth ziet.
- Grote vrouwe van hetes-scepter.
- Koningsvrouw
- Dochter van Chafra (Chephren)

## Tombe
De tombe van Rechetre werd in 1934-1935 ontdekt door Selim Hassan. De tombe was eerst bekend als de tombe van Rechit-ra maar werd later de code gegeven G 8530. Het graf bevindt zich in het centrale gebied dat deel uitmaakt van de necropolis van Gizeh.